# Дороти Ши
Дороти Камилла Ши
(англ. Dorothy Camille Shea) — американский дипломат.

## Образование
Дороти Ши получила степень бакалавра искусств в 
Виргинском Университете, степень магистра наук в Джорджтаунском университете и степень магистра наук в Национальном военном колледже.

## Карьера
Дороти Ши является карьерным членом Высшей дипломатической службы, класс министра-советника. Она работала заместителем главного офицера в Генеральном консульстве США в Иерусалиме, директором Управления помощи Азии и Ближнему Востоку в Бюро по народонаселению, беженцам и миграции, а также стипендиатом Пирсона в Комитете по международным отношениям Сената. Она также была политическим и экономическим советником в посольстве США в Тунисе, политическим сотрудником в посольстве США в Тель-Авиве, Израиль, директором по демократии и правам человека в Совете национальной безопасности и специальным помощником специального посланника по вопросам военных преступлений в Государственном департаменте США. До своего назначения на должность посла она занимала должность заместителя главы миссии посольства США в Каире, Египет, с 2017 по 2020 год.

### Посол США в Ливане

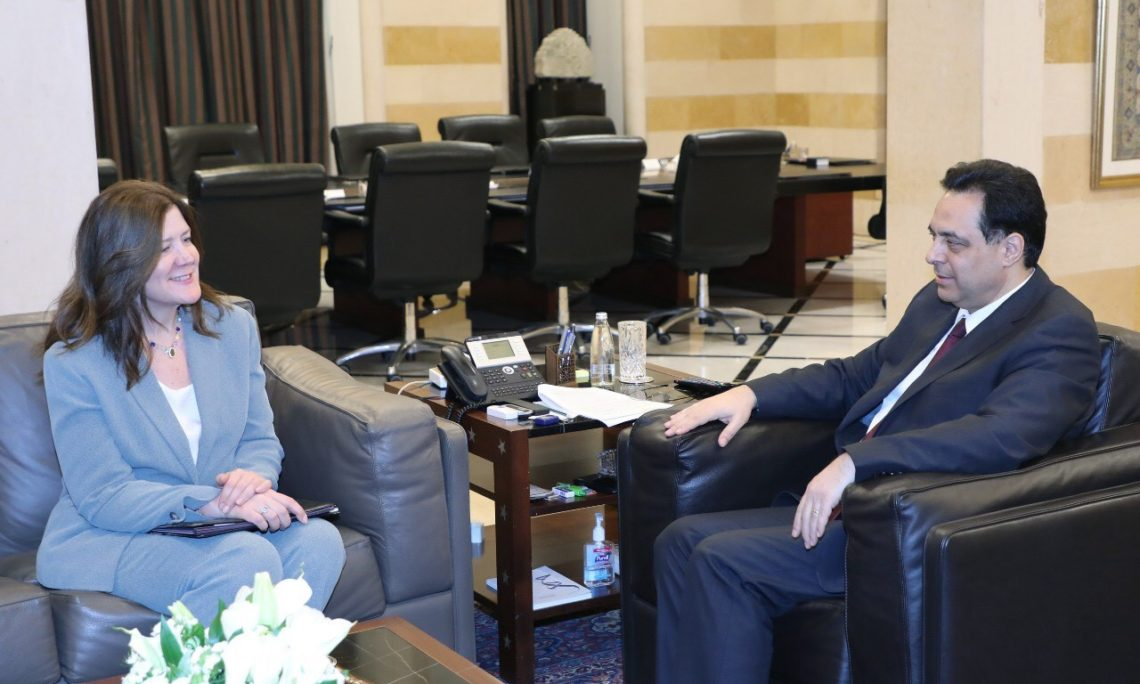
Дороти Ши с премьер-министром Ливана Хасаном Диабом в 2020 году

11 октября 2019 года президент Дональд Трамп объявил о своем намерении выдвинуть Ши на пост следующего посла США в Ливане. 17 октября 2019 года ее кандидатура была направлена в Сенат США. 17 декабря 2019 года состоялись слушания по ее кандидатуре в Комитете Сената по международным отношениям. 15 января 2020 года ее кандидатура была вынесена из комитета. 11 февраля 2020 года ее кандидатура была единогласно утверждена голосованием. 11 марта 2020 года она вручила свои верительные грамоты президенту Мишелю Ауну.

### Запрет на СМИ
В течение нескольких месяцев после вступления на пост посла в Ливане, Ши открыто критиковала Хезболлу, военизированную группировку и политическую организацию в Ливане, которую Соединенные Штаты и ряд других стран называют террористической организацией. Ши обвинила Хезболлу во вмешательстве в попытки улучшить разрушенную экономику Ливана и в откачке миллиардов долларов из ливанского правительства. Она также раскритиковала речь лидера Хезболлы Хасана Насраллы, в которой он обвинил Соединенные Штаты в экономическом кризисе. В июне 2020 года после ее высказываний ливанский юрист Мохаммад Мазех обвинил ее в нарушении Венской конвенции о дипломатических сношениях. Он сказал, что ее комментарии вмешиваются во внутренние дела Ливана, «оскорбляют многих ливанцев» и усиливают межконфессиональную напряженность. Мазех издал приказ, запрещающий ей делать какие-либо публичные заявления, а также запрещающий любому местному или иностранному СМИ, работающему в Ливане, брать у нее интервью или подвергать ее штрафу в размере 200 000 долларов. Однако решение не было выполнено, и Мазех был вызван в Судебную инспекционную комиссию. Он отказался и подал в отставку. Министр юстиции Мари-Клод Наджмпринял её 14 июля. 

### Заместитель Постоянного представителя США при ООН
3 января 2023 года президент Джо Байден выдвинул кандидатуру Ши на должность заместителя представителя Соединенных Штатов Америки в Организации Объединенных Наций с рангом и статусом чрезвычайного и полномочного посла, а также заместителя представителя Соединенных Штатов Америки в Совете Безопасности Организации Объединенных Наций, а также представителя Соединенных Штатов Америки на сессиях Генеральной Ассамблеи Организации Объединенных Наций. Слушания по ее выдвижению состоялись в Комитете Сената по иностранным делам 21 июня 2023 года. Ее выдвижение было одобрено комитетом 13 июля 2023 года.
1 августа 2024 года Сенат проголосовал 59–34 за утверждение кандидатуры Ши.
В феврале 2025 года по указанию администрации Трампа она призвала Совет Безопасности ООН поддержать резолюцию, касающуюся войны на Украине, в которой Россия не называлась агрессором в российском вторжении на Украину и не признавалась территориальная целостность Украины. Это была первая резолюция, принятая за три года по этому вопросу.